# Ковальчук, Андрей Трофимович
Андрей Трофимович Ковальчук (укр. Андрі́й Трохи́мович Ковальчу́к; род. 28 апреля 1974, село Щитынь, Любешовский район, Волынская область) — генерал-майор Вооружённых сил Украины, Герой Украины (2016). Начальник штаба — первый заместитель командующего десантно-штурмовой войск Вооружённых Сил Украины с 2016 года. Командир 80-й отдельной десантно-штурмовой бригады с 2014 по март 2016 года. Командующий ОК «Юг» (2021—2024).

## Биография

### Боевой путь
С 2014 по марта 2016 года занимал должность командира 80-й отдельной десантно-штурмовой бригады. В июне-июле 2014 года 1-я аэромобильно-десантная рота 1-й батальонной тактической группы 80-й бригады в боях захватывает Лиман, Николаевку и Славянск. Затем десантники под руководством Ковальчука совершают марш в направлении населённого пункта Счастье для оказания помощи 3-й батальонной тактической группе. Впоследствии подразделения совместно деблокировали Луганский аэропорт, при этом полковник Ковальчук был ранен, однако продолжил выполнять задания.
С марта 2016 года приказом министра обороны был назначен на должность начальника штаба — первого заместителя командующего Высокомобильных десантных войск Вооружённых Сил Украины.
Наградные атрибуты звания Герой Украины полковнику Андрею Ковальчуку были вручены Президентом Украины Петром Порошенко во время парада на Крещатике по случаю 25-й годовщины Независимости Украины 24 августа 2016 года.
14 октября 2016 года присвоено воинское звание генерал-майор.
Генерал участвовал в освобождении правобережной Херсонщины. Украинские войска в ноябре 2022 года завершили успешное наступление в направлении Херсона и вышли на Днепр. Под командованием Андрея Ковальчука воинские части и соединения действовали на Одесщине, Запорожье и Николаевщине. ВС РФ понесли значительные потери и отступили.

## Награды
- Звание Герой Украины с вручением ордена «Золотая Звезда» (23 августа 2016) — «за личное мужество, героизм и высокий профессионализм, проявленные в защите государственного суверенитета и территориальной целостности Украины, самоотверженное служение украинскому народу»[7].
- Крест боевых заслуг (27 июля 2022 года) — За выдающиеся личные заслуги в защите государственного суверенитета и территориальной целостности Украины, самоотверженное служение Украинскому народу, верность военной присяге[8].
- Орден Данилы Галицкого (2 мая 2022) — «за личное мужество и самоотверженные действия, проявленные в защите государственного суверенитета и территориальной целостности Украины, верность военной присяге»[9].
- Орден Богдана Хмельницкого II степени (10 октября 2015) — «за личное мужество и высокий профессионализм, проявленные в защите государственного суверенитета и территориальной целостности Украины, верность военной присяге»[10].
- Орден Богдана Хмельницкого III степени (19 июля 2014) — «за личное мужество и героизм, проявленные в защите государственного суверенитета и территориальной целостности Украины»[11].
- Почётный гражданин Любешовского района (2017)[12].
- Переходный меч королевы Великобритании Елизаветы II (выпускнику Национального университета обороны имени Ивана Черняховского, 2018)[13].